# 万博記念公園

太陽の塔

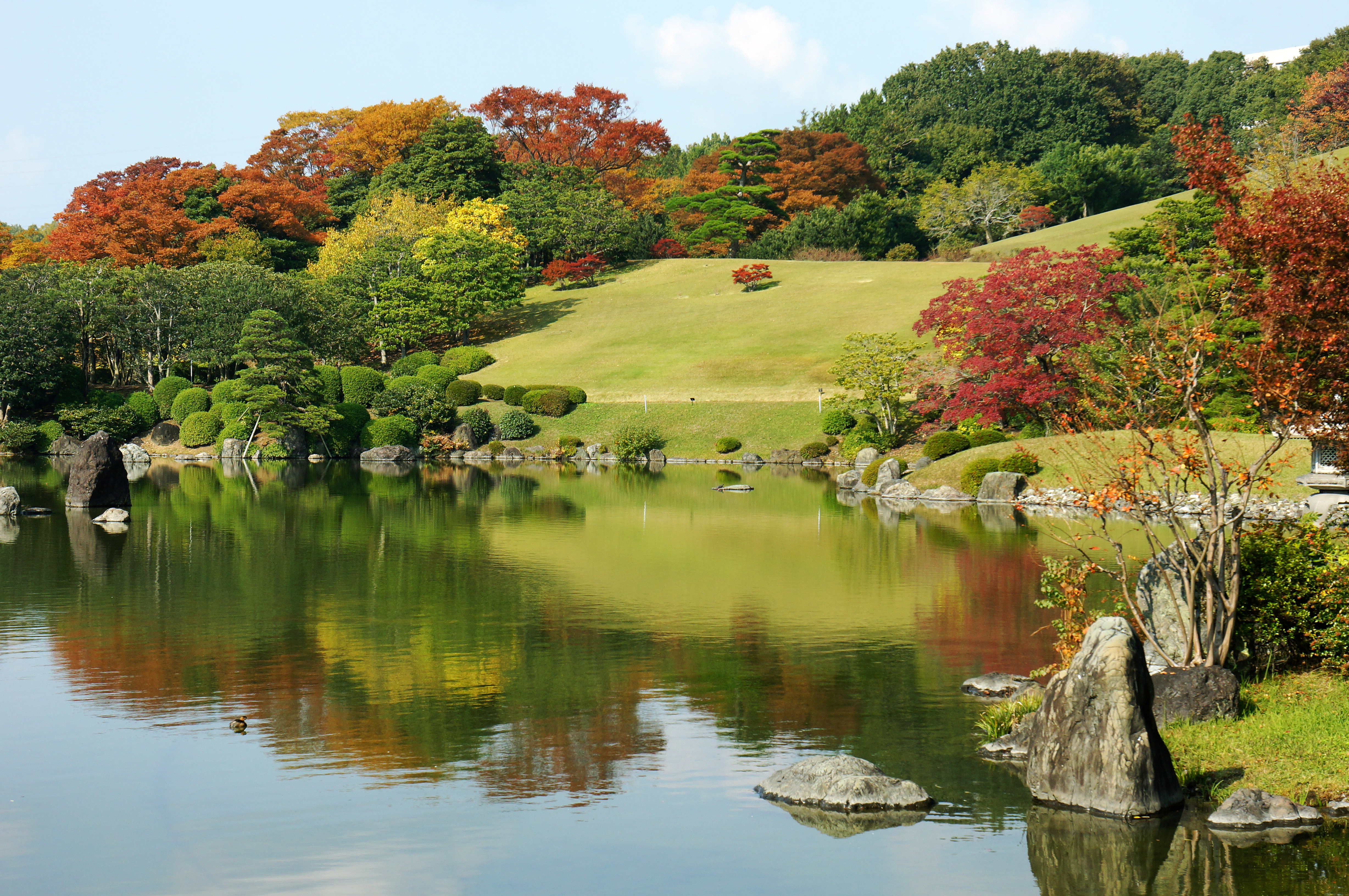
日本庭園

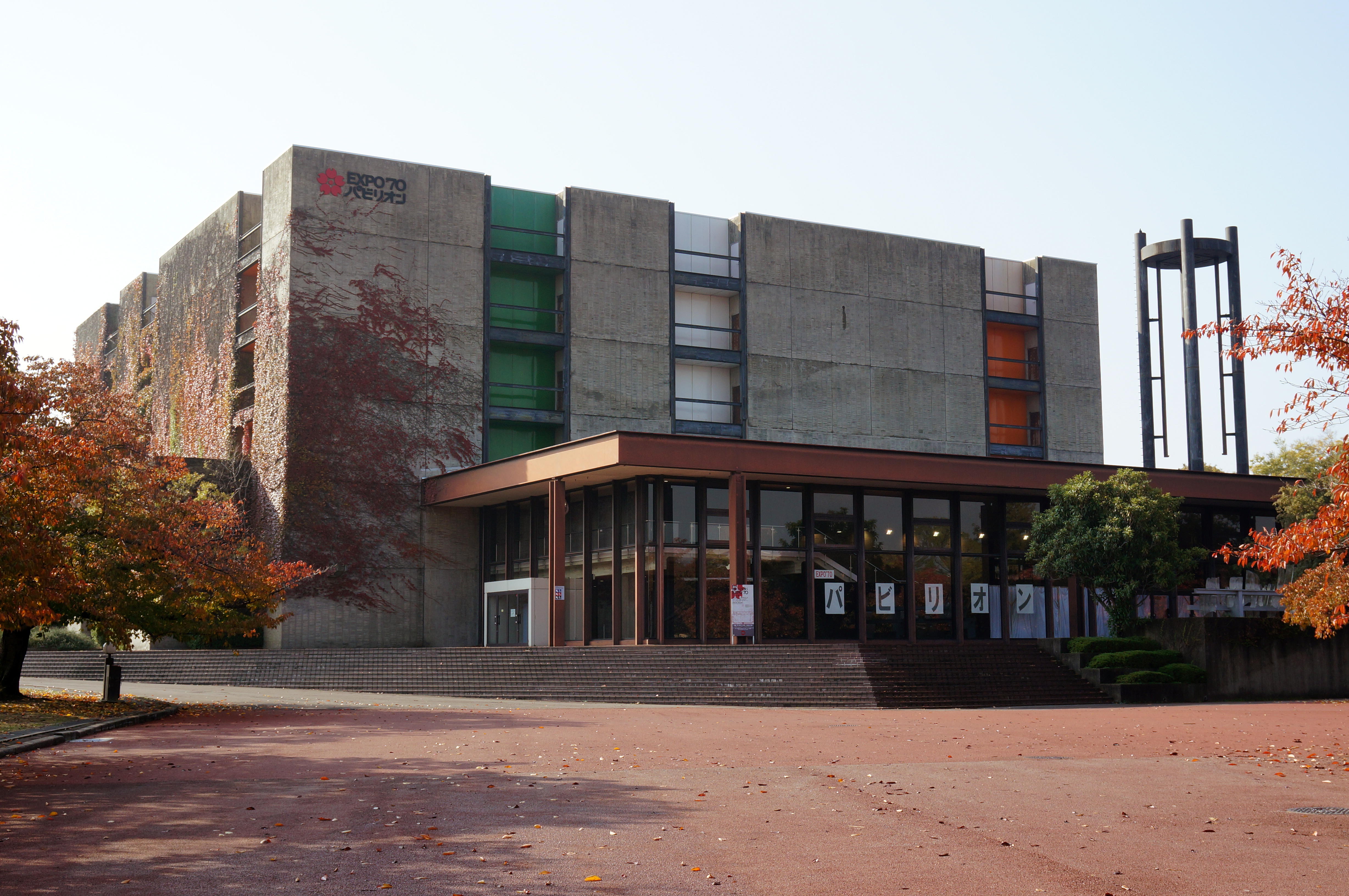
鉄鋼館（EXPO'70パビリオン）

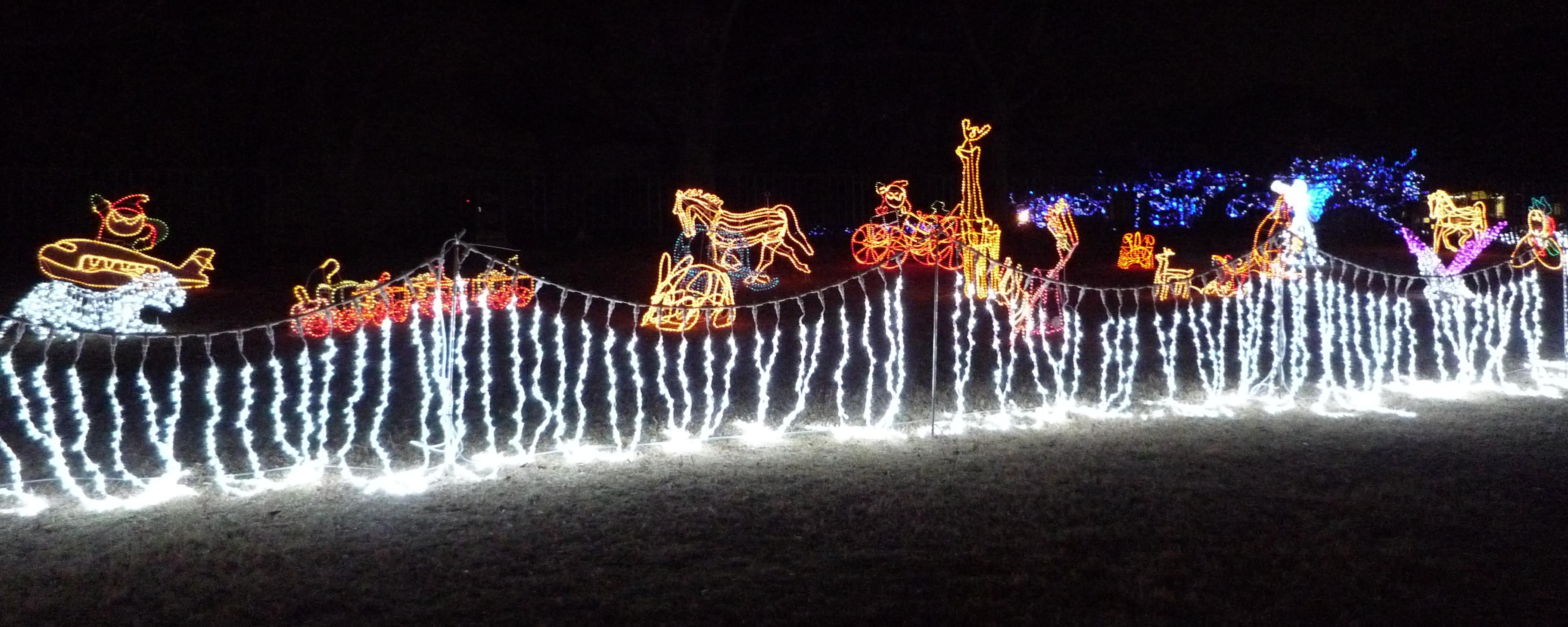
イルミナイト万博2009

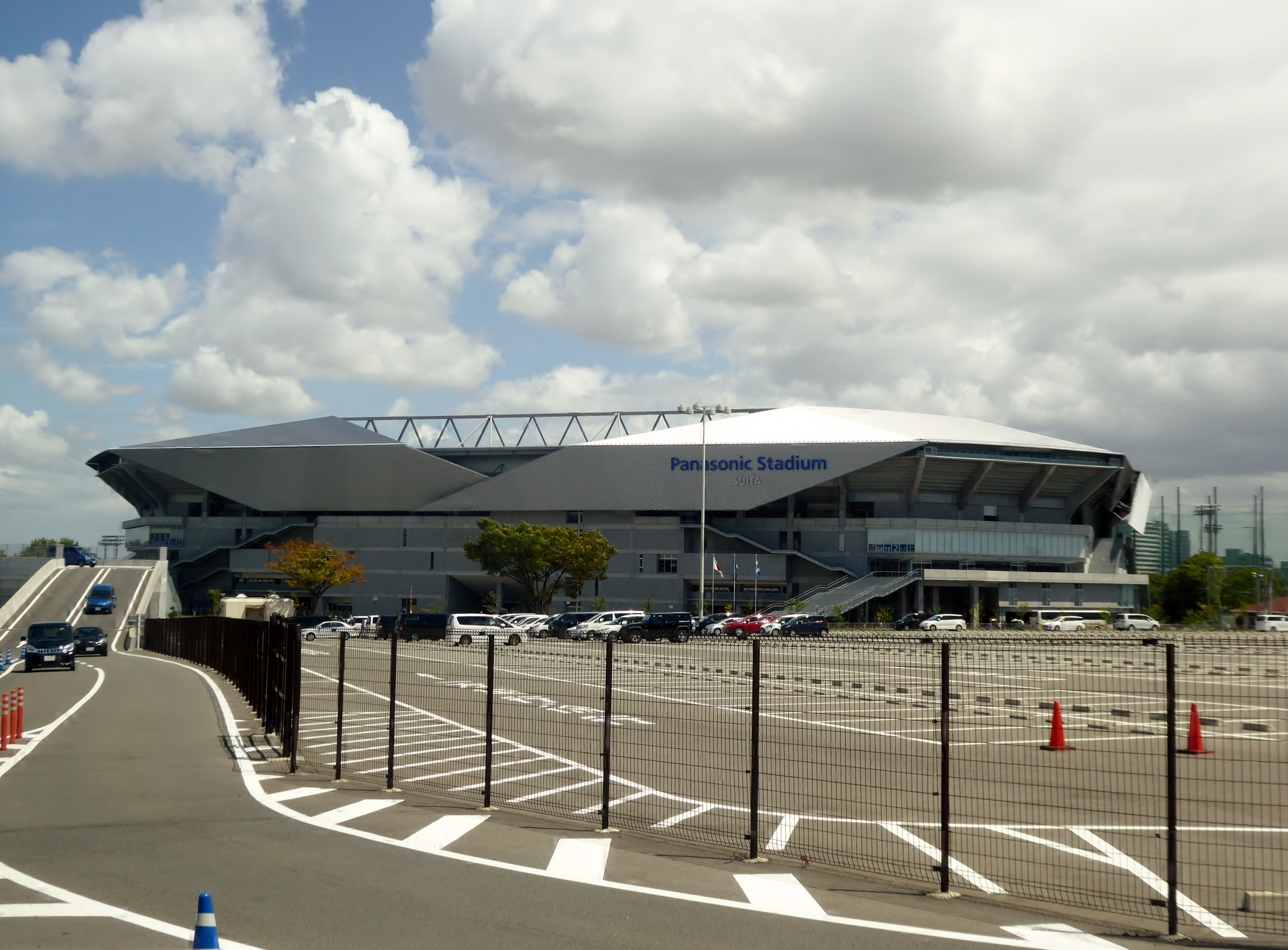
Panasonic Stadium Suita

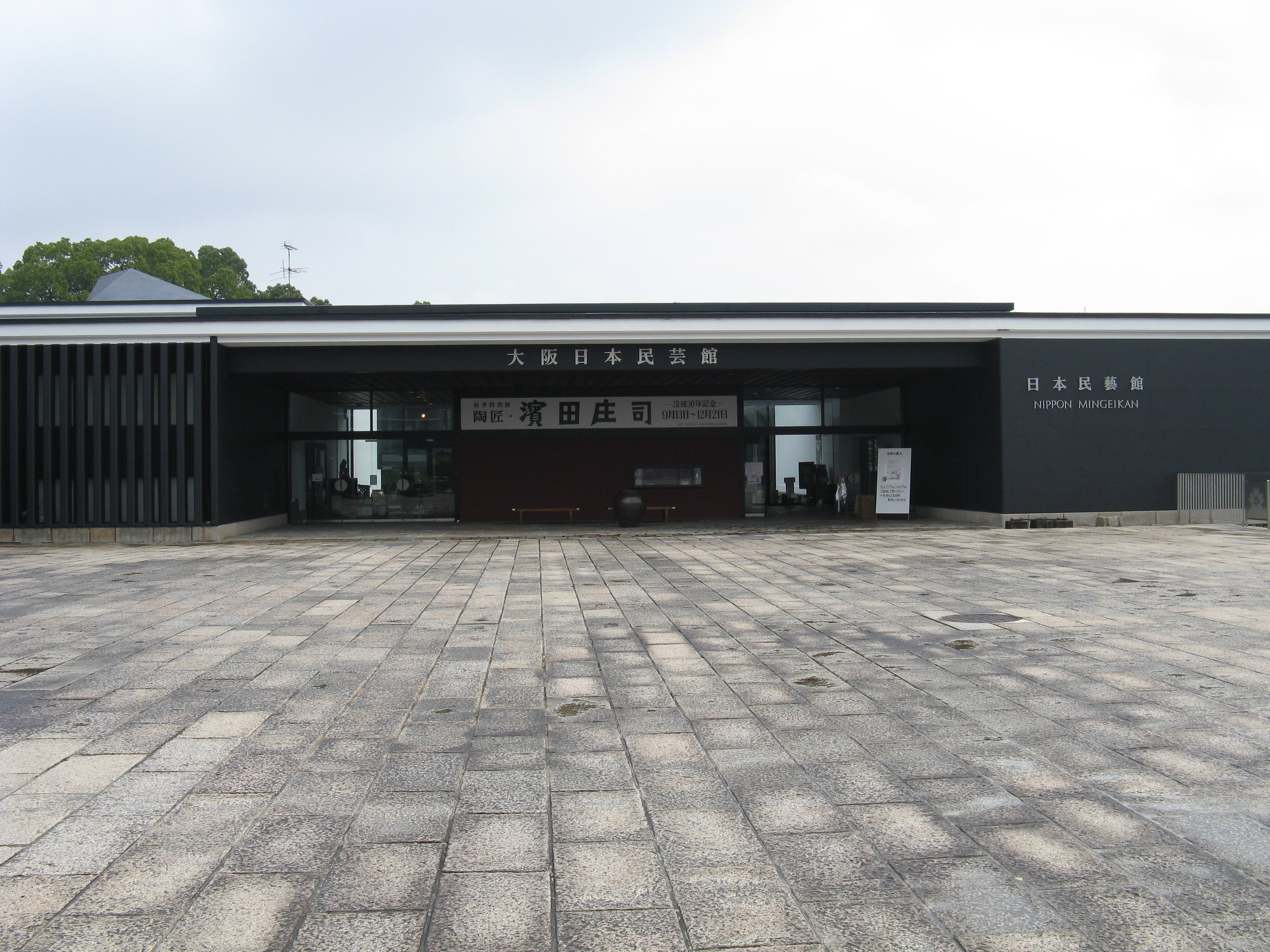
大阪日本民藝館

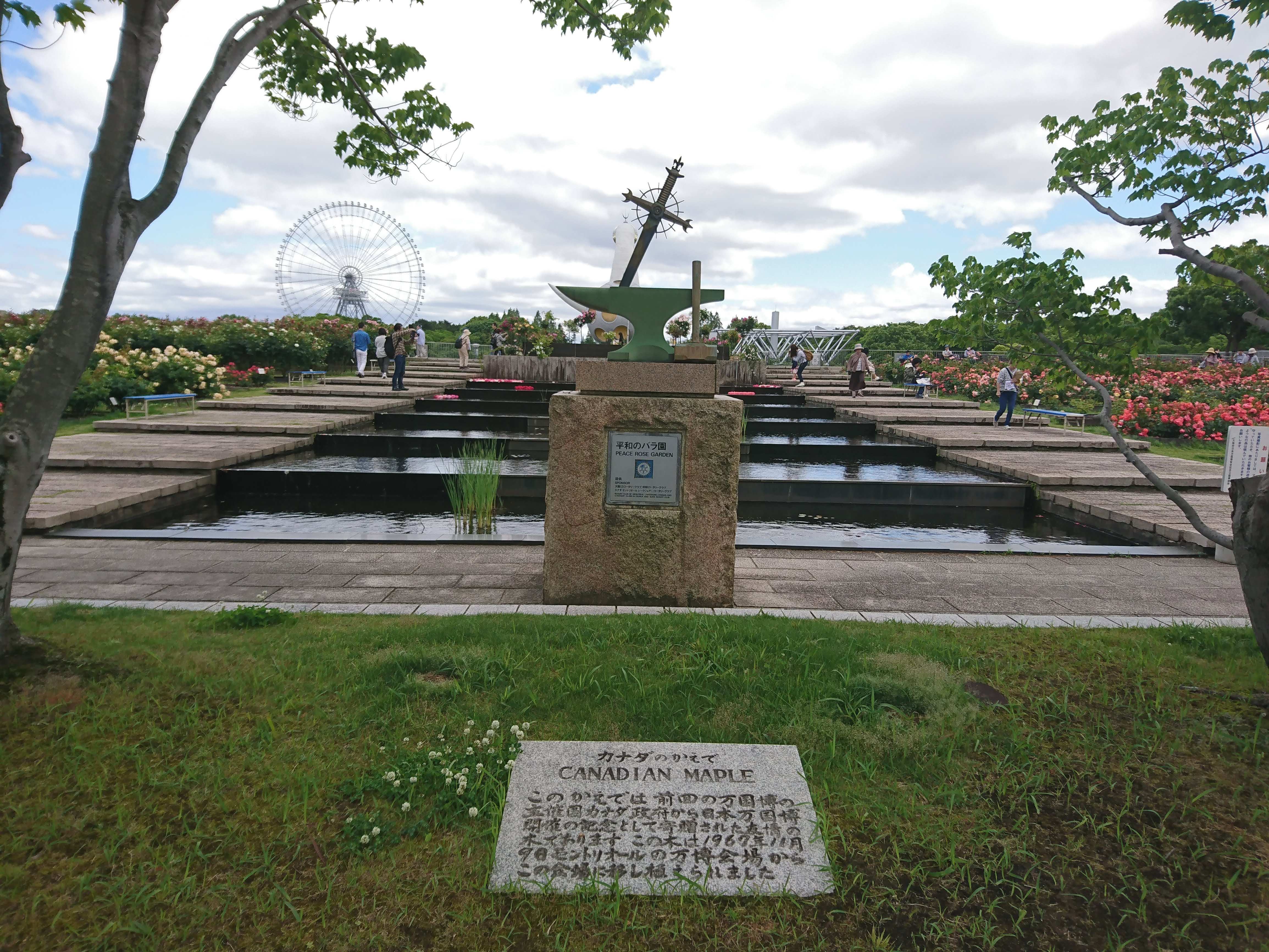
平和のバラ園

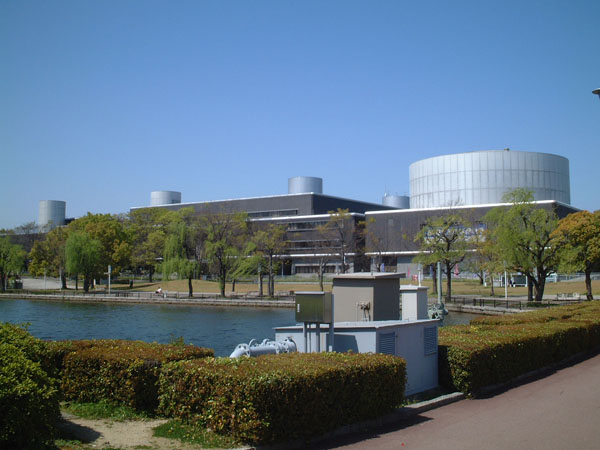
国立民族学博物館

万博記念公園（ばんぱくきねんこうえん）は、大阪府吹田市にある日本万国博覧会記念公園（にほんばんこくはくらんかいきねんこうえん）の通称。1970年に開催された日本万国博覧会（大阪万博）の跡地を整備した公園で、万博公園（ばんぱくこうえん）とも呼称される。
公園の管理主体は、財団法人日本万国博覧会記念協会→独立行政法人日本万国博覧会記念機構→大阪府と推移してきた。1972年3月15日の日本万国博覧会一般公開2周年の日にエキスポランドと自然文化園の第1期及び日本庭園・大阪日本民藝館などを公開して開園した。その後、自然文化園が第3期に分けて整備・公開され、国立民族学博物館が開設される一方、開園後に閉鎖された施設もある。

## 建設の経緯
大阪万博の会場跡地利用については、大阪府、大阪市、政府各省などから、さまざまな構想が提出された。スポーツ施設、リクリエーション施設、森林公園、文化公園、世界環境機関（WEO）誘致、国連大学誘致、政府倉庫、労働教育センター、郵便専用駐車場、公務員宿舎、モデル市街地、情報センターなどである。
大阪府は、中心部の展示地区と日本庭園を含む130万平方メートルを「万国博記念公園」とし、エキスポランドと東、南の駐車場を含めた65万平方メートルに、青少年のためのスポーツ、リクリエーション施設をつくることを提案した。中馬馨・大阪市長は、万博開催決定当初から、跡地を森林公園とすることを主張していた。
財界などからは、大学や研究機関が集中的に立地する研究学園都市の構想。国の行政機関が立地して、有事の際に首都・東京に代わって機能するくらいの規模を備えた日本第二の行政府にするという案もあった。
万博会場跡地は、名神高速道路、中国自動車道のいずれにも近い交通の要衝であることから、大阪府を中心に提案されたのは、流通センター・トラックターミナル設置構想だった。これに対して、中馬の自然公園構想は、経済効果では比較にならないほど劣る。しかし、大阪市役所は、中馬の理念のもとに結束し、関西経済連合会、大阪商工会議所を中心とする大阪の経済五団体も、公園案を支持した。
中馬は1967年2月に、佐藤栄作・内閣総理大臣に対して、次のように述べた。
大阪万博開幕直後の政府広報では、万国博担当大臣（通商産業大臣と兼務）だった宮澤喜一が、女優の佐久間良子との対談で、次のように述べていた。当時の跡地利用の方向性についての議論をうかがわせる内容である。
その後の跡地利用では、宮澤が述べていた方向性が、ほぼ実現した。万博当時に建設された万国博美術館（閉幕後は国立国際美術館に改称）、大阪日本民藝館などは存続し、テーマ館展示のために集められた民俗資料は、万博後に建設された国立民族学博物館に収蔵された。
高山英華・東京大学名誉教授などを委員とした、大蔵大臣の諮問機関「万国博覧会跡地利用懇談会」が設置された。1970年11月に懇談会へ出席した中馬は、次のように述べた。
懇談会は、施設中心の再利用計画を採用せず、これからの都市化によってますます進むであろう自然破壊に歯止めをかけ、さらに失われた自然を復元、再生することによって、都市住民が、自然に接する機会をつくり、自然保護の思想を普及することを主旨とする報告書を、1970年12月に発表した。
1971年には、日本万国博覧会記念協会法が第56回国会で成立し、同年6月1日に公布、7月1日から施行された。9月1日に、財団法人日本万国博覧会記念協会が設立された。
協会は、設立後ただちに公園の基本計画策定に着手し、高山が顧問を務めていた（株）都市計画設計研究所に作成を委託した。高山と研究所より提出された基本計画報告書に基づいて、次のような基本計画を定めた。基本方針では、「記念公園は、人間と自然が触れ合うことのできるすぐれた『緑』の環境を実現し、自然の中で市民が積極的、能動的に参加し、体験することができる芸術、学術およびスポーツ・レクリエーション等の文化的活動の場を提供するものとする」とされた。
全体で264ヘクタール（ha）ある万博公園の敷地は、大きく分けて、自然文化園地区130 ha、スポーツ・レクリエーション地区91 ha、管理サービス地区43 haと決まった。
公園整備事業では、次の3期に分けて長期的な展望に立った整備プログラムが決まった。
- 創成期（1972年 - 1983年）：「跡地」から「公園」への転換
- 育成期（1984年 - 1999年）：「緑」に包まれた記念公園の完成
- 熟成期（2000年）：記念公園の充実

高橋理喜男・大阪府立大学教授は、造園家の吉村元男に対して、パビリオンの跡地100 haに自然を回復し、公園的利用と良立させる基本設計業務を依頼した。1971年から2001年までの30年間で、100 haの土地に多様な生態系の森林を再生するというコンセプトだった。

## 自然文化施設
日本さくら名所100選に選ばれている。
- 自然文化園

各パビリオンを撤去した跡に作られた広大な芝生の広場や桜、アジサイなど季節の花がある。太陽の塔もこの園内にある。
- 日本庭園 - 万国博覧会出展のために作庭された約26ヘクタールの池泉回遊式庭園である。設計および施工指導は田治六郎。上代・中世・近世・現代の4庭園で構成され、各時代の様式を一堂に見ることができる「庭園博物館的な機能」を兼ね備える。
- 自然観察学習館 - 愛称は「moricara（モリカラ）」。自然のおもしろさや大切さを知ってもらうため、自然を紹介する展示、自然に直接ふれる実習活動（観察、工作）などを行っている[9]。
- ソラード - 森の空中観察路。森の木の高さと同じ高さ（3 - 10メートル）に作られた観察道。森の集音器、展望台などもある[10]。
- 平和のバラ園 - 世界9ヵ国から寄贈された希少な品種などのバラ約140品種・約5600株があり、カナダ政府からモントリオール万国博覧会で寄贈されたカエデの木が植えられている。

## 文化施設
- 国立民族学博物館 - 博物館を併設した研究施設。
- 大阪日本民藝館 - 万国博覧会開催当時のパビリオンのひとつ。
- EXPO'70パビリオン - 万博開催当時のパビリオンであった「鉄鋼館」を利用して2010年3月13日に開設された。万博の映像・写真などを展示している。
- もみじ川芝生広場 - 自然文化園の中にある。野外コンサートが開かれ、FM802が主催するMEET THE WORLD BEATも1990年から毎年開催されている。

## スポーツ施設
- 万博記念競技場
- 万博記念公園野球場
- エキスポフラッシュフィールド
- 市立吹田サッカースタジアム（Panasonic スタジアム吹田=ガンバ大阪本拠地）
- 万博テニスガーデン（総面数36面と国内有数の規模）
  - アンツーカーコート22面
  - 砂入り人工芝コート14面（うち4面は屋内）
- 万博フットサルクラブ
- 少年球技場
- 少年野球場
- スポーツ広場
  - 軟式野球場4面
  - ソフトボール場1面
  - サッカー場2面（天然芝、人工芝）
- 総合スポーツ広場
  - ガンバ大阪練習場（トップチームが主として使用する天然芝サッカー場2面）
  - 人工芝サッカー場1面
  - 多目的グラウンド1面
- 運動場
  - 400mトラック6コースなど（万博記念競技場補助グラウンド）
- 弓道場
- サイクリングコース他

## レジャー施設

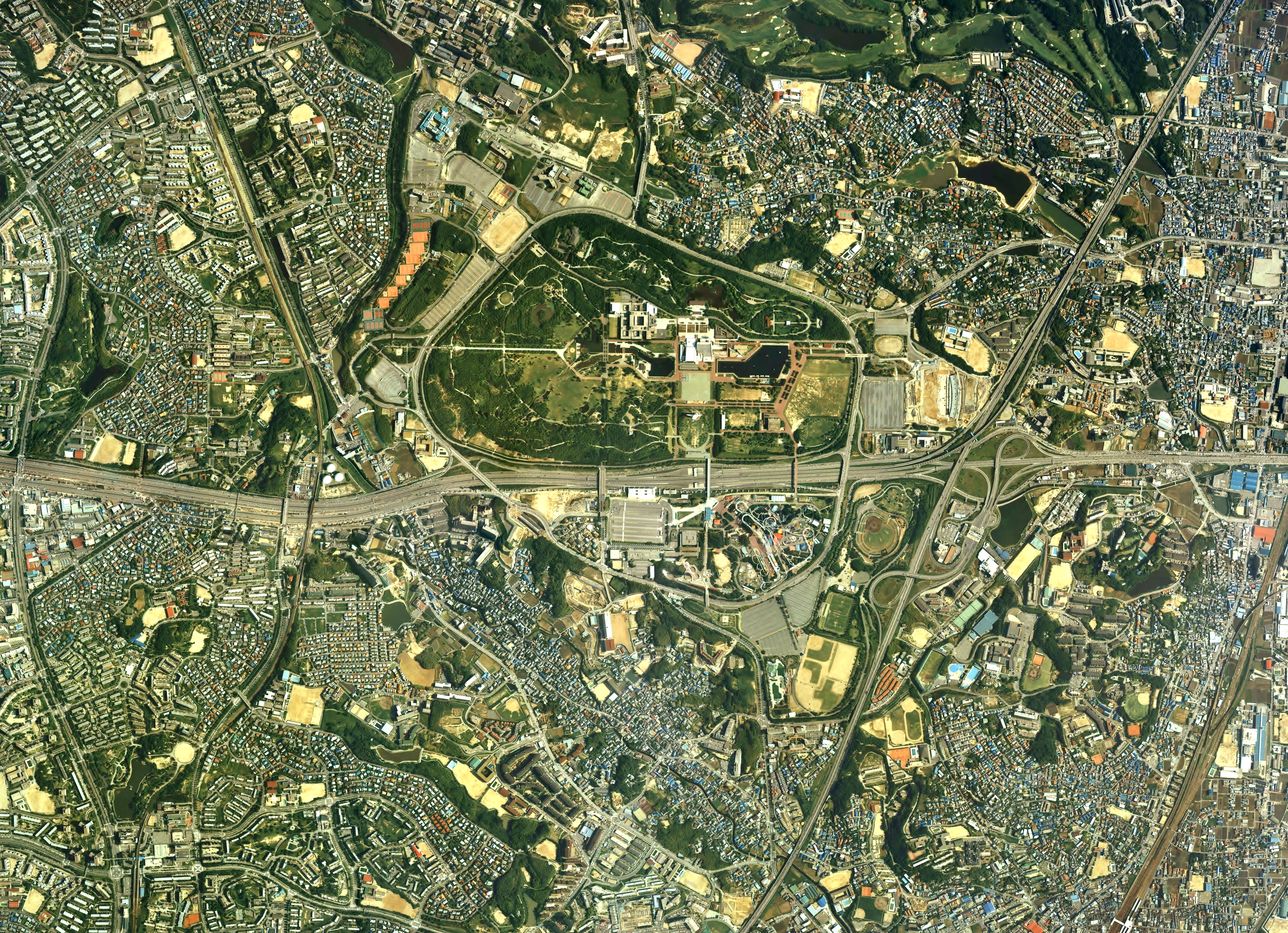
万博記念公園周辺の空中写真。
1985年撮影の9枚を合成作成。。

- 源気温泉万博おゆば（日帰り入浴施設）
- EXPOCITY

## 主な残存施設
- 太陽の塔

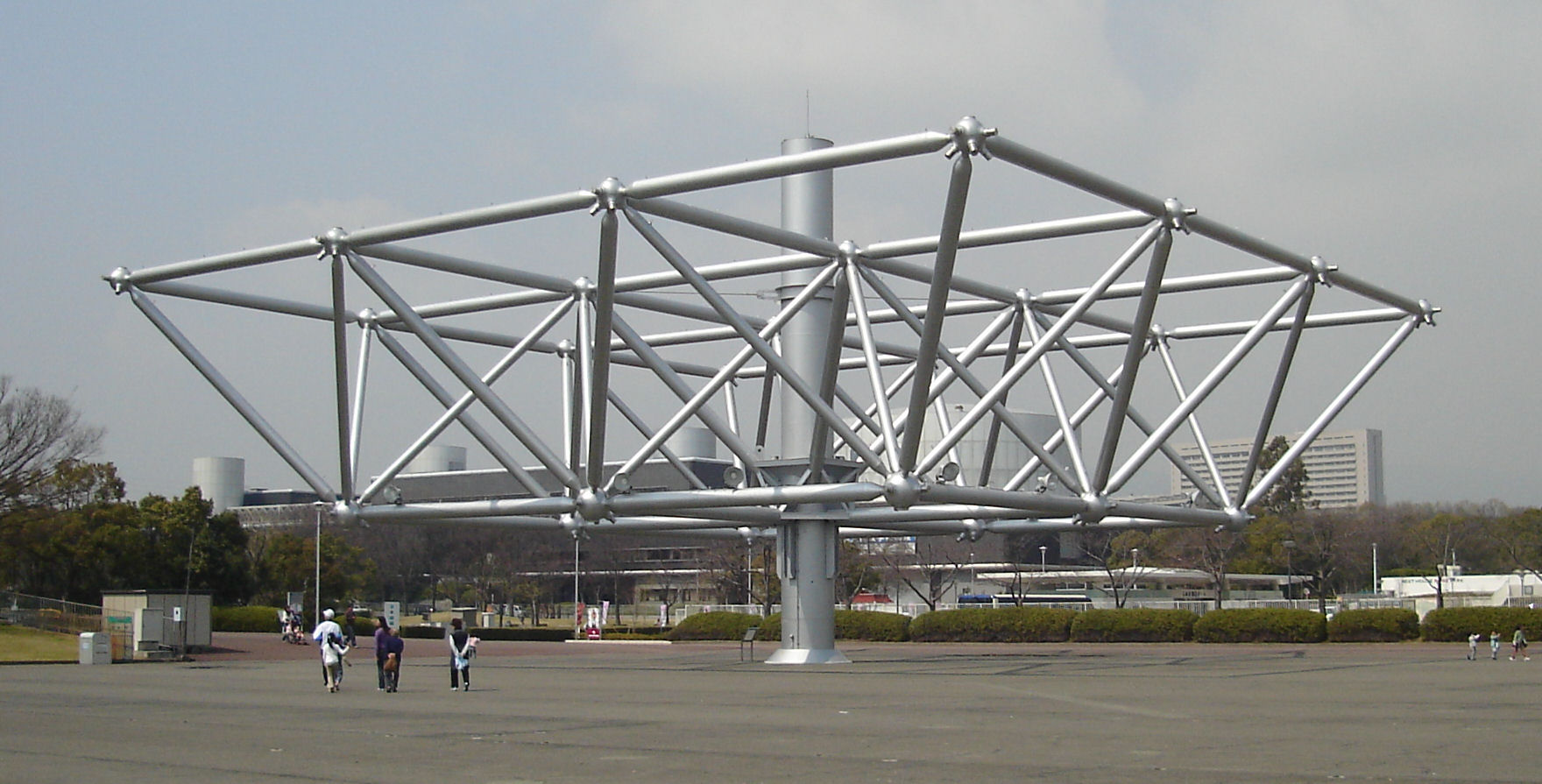
大屋根の一部

- EXPO'70 パビリオン（2010年3月13日開館、旧鉄鋼館）
- お祭り広場に残るシンボルゾーンの大屋根の一部
- 日本庭園
- 迎賓館
- 大阪日本民藝館
- 万博記念ビル（旧日本万国博覧会記念協会本部ビル）
- 公園東口の斜張橋
- 旧・万国博電報電話局（NTTの施設として残存）
- お祭り広場

## 建設予定だった施設
- 国立産業技術史博物館 -　日本の技術史に関する資料を展示する博物館で70年代後半から計画があったが、財政難のため計画は頓挫し2009年3月末には、鉄鋼館（現EXPO'70パビリオン）に保管されていた資料は一部を除き全て破棄された。

## かつて存在した施設

### 公園化後も残存していた万博施設

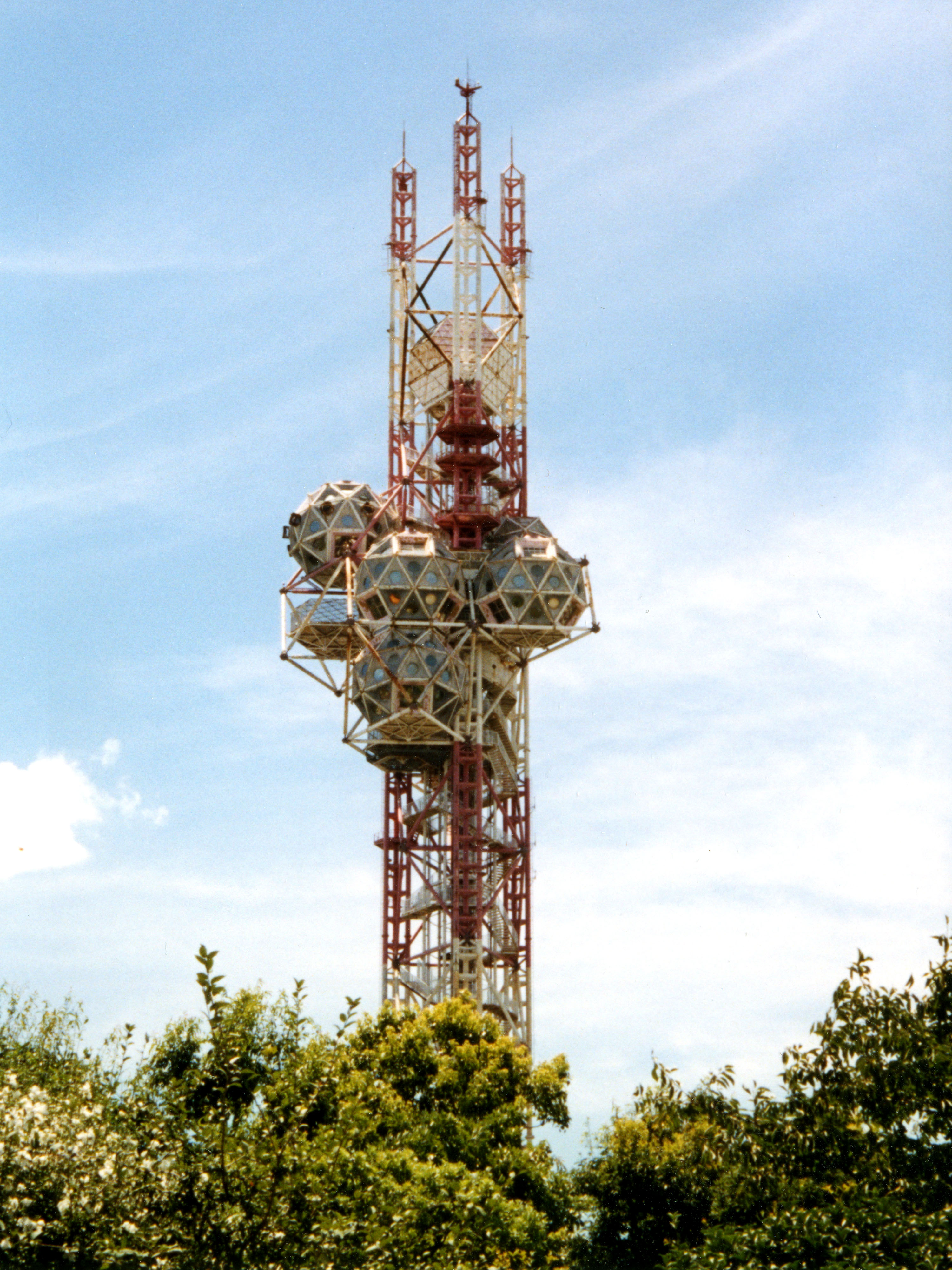
エキスポタワー（2002年7月）

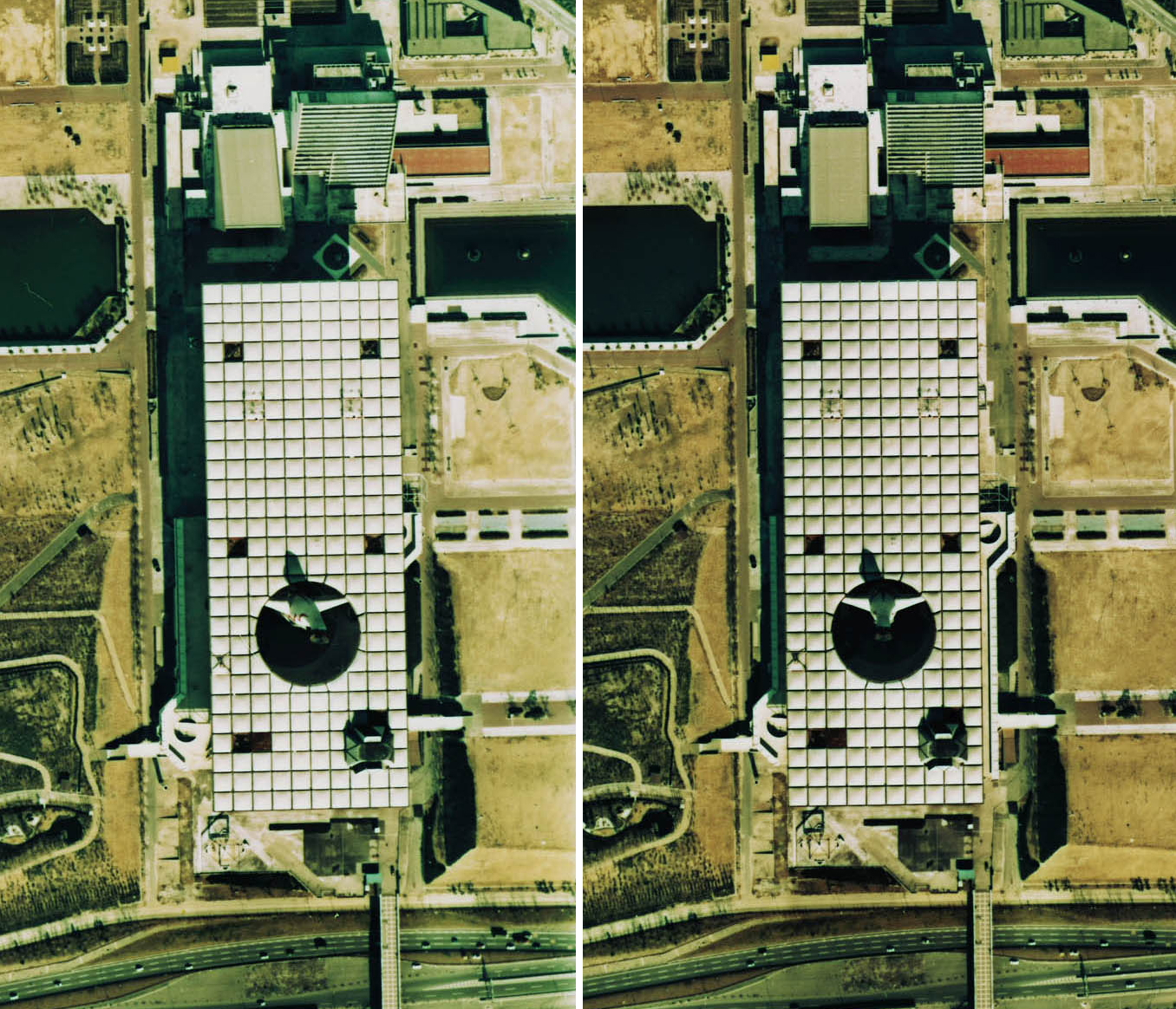
お祭り広場大屋根付近のステレオ空中写真（1975年1月）

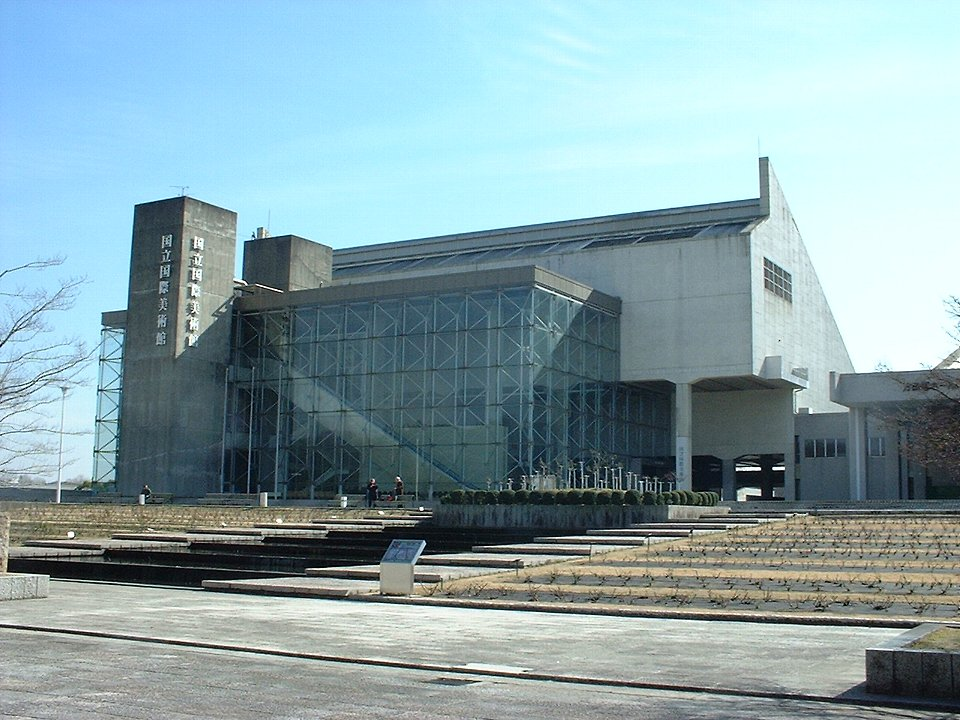
在りし日の国立国際美術館（2004年2月）

- エキスポランド - 2009年8月までに全アトラクション施設が撤去。休憩所や階段・通路等の構造物も2013年11月からの工事で撤去された。詳細はエキスポランドを参照。
- エキスポタワー - 老朽化で2003年に解体。
- 国立国際美術館 - もと万国博美術館。老朽化により、大阪市北区中之島に移転。解体。
- 万国博ホール - 国立国際美術館とともに2005年に解体。両館の跡地は新設の「日本庭園前駐車場」になっている。
- 日本館（万博記念公園開園後もしばらくは残存していたが、再使用されることなく解体された）
- テーマ館の地下展示部分および周囲の構造物 - 大屋根と共に撤去された。
- 青春の塔・母の塔 - 元々は太陽の塔の右側に青春の塔が、左側に母の塔が建てられていた。両方とも岡本太郎の芸術作品である建造物であった。大屋根撤去の際に青春の塔のみエキスポランド内に一時移設されたが、後に撤去された。
- 万国博協会別館（万国博覧会郵便局）- 万国博記念館として整備された後、1991年に記念館を縮小して1階が大阪ガスの体験型ショールーム「生活誕生館DILIPA」となった。DILIPAは京セラドーム大阪横への「ハグミュージアム」開設に先立ち2014年9月23日で閉館し、建物全体が2015年5月までに解体され、跡地は駐輪場になっている。

### 博覧会閉幕後に設置されたが現在は撤去または閉鎖された施設
- 万博プール - 博覧会閉幕後に南駐車場の一角に作られたが、1996年に閉鎖。2005年に撤去され、「総合スポーツ広場」に転用された。
- 万博アーチェリー場 - 博覧会閉幕後に西駐車場に隣接する緑地の一角に作られたが1997年に閉鎖され、跡地はフットサルコートに転用された。
- サイクルランド - 博覧会閉幕後に南駐車場の一角に作られたが、閉鎖され、跡地エキスポフラッシュフィールドに転用された。
- スターダスト千里 - 万博閉幕後に西駐車場の一角に作られたドライブインシアター。乗用車エンジンのアイドリングを避けることが難しいことなどから2001年に閉鎖され、跡地はスーパー銭湯「万博おゆば」に転用された。
- 大阪府立国際児童文学館 - 1984年開館。児童文学や漫画を中心に約70万点の関連資料を所蔵していた。橋下徹が大阪府知事に就任後、財政再建の一環として大阪府立中央図書館に統合することとなり、2009年12月末で休館、2010年3月末で正式に廃止された。
- 万博ファームエキスポ - エキスポランド跡地に2010年より開園された農業体験公園。2011年5月15日に閉園。
- ホテル阪急エキスポパーク - 大阪勤労者職業福祉センター（大阪サンパレス）として建設された施設を第一阪急ホテルズ（現：阪急阪神ホテルズ）が買収、2020年閉館。

## 今後の予定
万博記念公園駅南の中央駐車場・ホテル阪急エキスポパーク跡・万博記念ビル（旧日本万国博覧会記念協会本部ビル）を含む一帯について、大阪府により大規模アリーナを核とした再開発事業「万博記念公園駅前周辺地区活性化事業」が予定されており、2021年5月に事業者が三菱商事都市開発・アンシュッツ・エンターテイメント・グループ、関電不動産開発の3社による共同企業体が事業予定者として決定した。アリーナは2027年秋オープンを目指し、アリーナ以外の施設は2037年までに順次整備を進める予定。

## 中華人民共和国展覧会
- 日本万国博覧会当時は中国の代表として中華民国（台湾）がパビリオンを出展していたため、中華人民共和国からの出展は行われていなかった。その後1972年に日本は中華人民共和国との国交正常化を実現し、同年9月に大阪商工会議所の佐伯勇会頭の発案により中華人民共和国展覧会が計画され、在阪の経済団体が連盟となり関係当局に働きかけ1973年1月には佐伯会頭自ら訪中しての交渉も行い開催を決定[13]。
- 当時残存していたテーマ館の旧展示部分やその周囲の売店部分をメイン会場とし、この他旧万国博美術館（後の国立国際美術館）が第2会場として手工芸品や文化部門の展示を行い、万国博ホールでは映画が公開された[13]。
- 会期：1974年7月13日 - 8月11日[14]
- テーマ：新中国の紹介-理解と友好[14]
- 主催：中華人民共和国国際貿易促進委員会[13]
- 受入団体：財団法人大阪中国展覧会協会[14]
- 来場者数：2,606,320人[13]

## アクセス

### 電車・バス
- 大阪モノレール
  - 万博記念公園駅 - 太陽の塔、自然文化園、EXPOCITYなど、記念公園中央口への最寄駅
  - 公園東口駅 - 国立民族学博物館、大阪日本民藝館、万博記念競技場、日本庭園、平和のバラ園など、記念公園東口への最寄駅
- 大阪モノレール・阪急電鉄
  - 山田駅 - フットサルコート、パークゴルフなど、記念公園西口への最寄駅

以下は駅より路線バス（阪急バスまたは近鉄バス）利用
- 西日本旅客鉄道（JR西日本）
  - 茨木駅、吹田駅
- 阪急電鉄
  - 茨木市駅
- 大阪モノレール・北大阪急行電鉄
  - 千里中央駅

## 備考
- かつては万博お祭り広場では、全日本プロレスの興行がよく行われた[15]。
- 毎日放送・東映制作・放送の特撮アクションドラマ『仮面ライダー』の第7話「死神カメレオン・決斗! 万博跡」の撮影ロケ地でもある。また、テレビ朝日・東映製作・放送の『仮面ライダーW』の第30話でも万博記念公園駅前で太陽の塔をバックに撮影された場面が登場している。
- 園内には、日本人の北アメリカへの移住に尽力した伊東里きが帰国時に持ち帰ったフェニックスの木がある[16]。この木は里きの故郷・三重県志摩郡志摩町片田（現・志摩市志摩町片田）に植えられていたが、万博記念公園の開園の際に移植された[16]。
- 同公園の運営を管理していた日本万国博覧会記念機構は、2010年4月に行政刷新会議が実施の事業仕分け第2弾で廃止の方針が決定し、同機構は「独立行政法人日本万国博覧会記念機構法を廃止する法律」[17]により、2014年3月31日付けで解散した。
- 公園の管理・運営は指定管理者制度により「万博記念公園マネジメント・パートナーズ」（2018年10月-2028年9月）が担う[18]。
- 2020年東京オリンピックの聖火リレーでセレブレーション会場となった。
- 2025年の日本国際博覧会（大阪・関西万博）の開催を記念して同年3月16日に実施された「大阪・関西万博開催記念 ACN EXPO EKIDEN 2025」のスタート地点となった。
- また、大阪・関西万博の会場と間違えて訪れる人が多く、公園は注意を呼び掛けている。

## 脚註
1. ↑  大阪府日本万国博覧会記念公園条例
2. ↑  結果的には実現しなかった国際機関である。
3. ↑  串間努「まぼろし万国博覧会」小学館、1998年、p.235
4. ↑  吉村元男「森が都市を変える」学芸出版社、2004年、p.25
5. ↑  黒田隆幸『月の石　下巻　都市復権にかけた中馬馨　命の軌跡』同友館、2001年、p.203
6. ↑  「アサヒグラフ増刊　開幕！日本万国博」1970年4月1日号「万国博を担当大臣に聴く」朝日新聞社、pp.40-41
7. ↑  前掲『月の石』pp.204-205
8. ↑  前掲「森が都市を変える」pp.19、25、29、30
9. ↑  “自然観察学習館 moricara”. 万博記念公園. 2023年8月30日閲覧。
10. ↑  “ソラード ( 森の空中観察路 )”. 万博記念公園. 2023年8月30日閲覧。
11. ↑  『万博記念公園駅前周辺地区活性化事業の事業予定者の決定について』（プレスリリース）大阪府、2021年5月19日。2022年1月30日閲覧。
12. ↑  “大阪 万博記念公園駅前に1.8万人収容の西日本最大級アリーナ”. Impress Watch (2021年5月19日). 2022年1月30日閲覧。
13. 1 2 3 4  戦後の大阪商工会議所（2） - 大阪商工会議所
14. 1 2 3  わたしと万博（４８）…遅れて来た「中国」 - 千里ニュータウン＋万博＋∞…＝吹田市立博物館！（吹田市立博物館）
15. ↑  ラリアートよ永遠なれ! スタン・ハンセン大特集 24時・外伝に記載あり
16. 1 2  里き・源吉の手紙を読む会 編『故国遙かなり―太平洋を渡った里き・源吉の手紙』ドメス出版、2011年3月15日、207pp. ISBN 978-4-8107-0750-2
（42 - 43ページより）
17. ↑  独立行政法人日本万国博覧会記念機構法を廃止する法律 - 衆議院 制定法律
18. ↑  大阪府立万国博覧会記念公園指定管理候補者の選定結果について 大阪府 2018-10-03